# Il nostro amico Kalle
Il nostro amico Kalle (originale Da kommt Kalle) è una serie televisiva tedesca in onda dal 2006 al 2011 su ZDF: si tratta di una serie a metà tra commedia e poliziesco, con protagonista Kalle, un Parson Russell Terrier aspirante cane poliziotto, e la sua famiglia, gli Andresen. Pia e Stefan sono sposati ed hanno 2 figli; lei è una poliziotta di Flensburg che ha in Kalle il compagno di lavoro. 
Pia, nelle prime stagioni, è un'agente di polizia. Dalla quarta stagione, invece, diventa commissario capo della polizia di Flensburg.
In Italia le prime due stagioni fanno la loro comparsa sul canale pay Joi con il titolo E alla fine arriva Kalle. Successivamente su Canale 5, e nelle repliche di Rete 4, la serie acquisisce il titolo Finalmente arriva Kalle.
La serie viene poi acquisita e trasmessa integralmente su Rai 2, compresi gli episodi inediti, da lunedì 1º giugno a sabato 5 settembre 2015 con il titolo definitivo Il nostro amico Kalle.

## Episodi
| Stagione         | Episodi | Prima TV Germania | Prima TV Italia |
| ---------------- | ------- | ----------------- | --------------- |
| Prima stagione   | 12      | 2006              | 2008            |
| Seconda stagione | 13      | 2007-2008         | 2008            |
| Terza stagione   | 13      | 2009              | 2009            |
| Quarta stagione  | 20      | 2010-2011         | 2015            |
| Quinta stagione  | 12      | 2011              | 2015            |